# محمد فتيلينه
محمد فتيلينه (3 ديسمبر 1975 الجلفة، ولاية الجلفة الجزائر) كاتب وروائي جزائري

## المولد والنشأة
محمد فتيلينه من مواليد 3 ديسمبر 1975 بـ الجلفة، ولاية الجلفة بالجزائر.
درس المراحل الابتدائية والإعدادية والثانوية بمدينة «حاسي بحبح». تحصّل على الباكالوريا سنة 1993. التحق بمعهد المعلمين سنة 1994. اشتغل بتدريس اللغة الفرنسية حتى 2012، حيث أصبح مفتشا للغة الفرنسية في ولاية الجلفة. نال الليسانس في الأدب العربي من جامعة زيان عاشور-الجلفة سنة 2006. واصل دراسته الجامعية، وتحصّل سنة 2012 على الماجستير من جامعة سعد دحلب في مدينة البليدة عن موضوع: التفاعل النصي في الرواية الجزائرية.
- حاصل على الجائزة الأولى لـ «دار أطلس» للنشر والتوزيع عن الرواية العربية 2015، بروايته الموسومة «غبار المدينة».
- شارك نصه «تيمو لن يذهب إلى باريس» بمسابقة الفرنكفونية عبر دار المخطوطة بباريس، بالتعاون مع اليونيسكو 2015.

## مؤلفاته
- على حافة البحيرة صدرت عن دار الخليل العلمية في الجزائر وبيروت سنة 2011.
- تيمو الطابع الذهبي صدرت في فرنسا سنة 2012.
- بحيرة الملائكة صدرت عن دار إبداع في القاهرة سنة 2013.
- خيام المنفى[2] صدرت عن «دار بغدادي» للطباعة والنشر، سنة 2016.
- كافي ريش صدرت عن دار ضمة للنشر والتوزيع الجزائر سنة 2021.

## الجوائز
- سنة 2019 جائزة «الطاهر وطار» للرواية عن روايته «ترائب، رحلة التيه والحب».[3]
- سنة 2015 جائزة الفرنكفونية لأحسن القصص لدار المخطوط الفرنسية برعاية اليونيسكو.
- سنة 2015 جائزة «أطلس» الأدبية بجمهورية مصر العربية عن روايته «غبار المدينة».[4]

## وصلات خارجية
- يحصل محمد فتيلينه على الماجستير بتقدير حسن جدا
- فصل من رواية بحيرة الملائكة
- رواية جديدة للروائي محمد فتيلينه
- حوار الروائي محمد فتيلينه مع جريدة روز اليوسف